# Woods Lake
Woods Lake är en sjö i Australien. Den ligger i delstaten Tasmanien, i den sydöstra delen av landet, omkring 93 kilometer norr om delstatshuvudstaden Hobart. Woods Lake ligger 736 meter över havet. Arean är 11,4 kvadratkilometer. Den sträcker sig 4,9 kilometer i nord-sydlig riktning, och 3,8 kilometer i öst-västlig riktning.
Omgivningarna runt Woods Lake är huvudsakligen savann. Trakten runt Woods Lake är nära nog obefolkad, med mindre än två invånare per kvadratkilometer. Genomsnittlig årsnederbörd är 663 millimeter. Den regnigaste månaden är november, med i genomsnitt 80 mm nederbörd, och den torraste är februari, med 38 mm nederbörd.